# Jean Ier d'Estrées
Jean Ier d'Estrées, seigneur d'Estrées, de Valieu (Wailly), de Cœuvres (peut-être premier marquis), de Viérey, comte d'Orbec, baron de Doudeauville[Laquelle ?], vicomte de Soissons, né en 1486 à Cœuvres-et-Valsery (Aisne), mort après le 23 octobre 1571 à Cœuvres-et-Valsery, est un aristocrate et militaire français.

## Biographie

### Au service deFrançoisIer
Fils d'Antoine d'Estrées, seigneur de Valieu (mort après 1516) et de Jeanne de La Cauchie, il fut élevé page de la reine Anne de Bretagne, puis homme d'armes de la compagnie de M. de Vendôme. II prit la succession d'Adrien de Musarq de Pirotée comme capitaine d'une compagnie de 155 albanais, et servit dans toutes les guerres de François Ier. 
Lors d'un combat en Italie, avant 1515, Jean I d'Estrées relève Jacques de Bourbon-Ligny, (Maison de Bourbon-Ligny) blessé et renversé de cheval et lui sauve ainsi la vie. Cette opération aurait beaucoup facilité le mariage (voir-ci dessous), peu de temps après, de Catherine, fille de Jacques, encore très jeune (7 ou 8 ans), avec Jean d'Estrées, (âgé de 29 ans), et facilité la carrière de ce dernier en lui donnant une entrée dans la prestigieuse famille de Bourbon-Vendôme.
La commission royale lui attribuant ce commandement le qualifie alors de seigneur de Waillieu. II fut retenu l'un des cent gentilshommes ordinaires de la Maison du Roi, par lettres données à Saint-Germain-en-Laye le 28 mars 1533. Il était lieutenant de la compagnie du duc d'Étampes lorsque le Roi lui fit don, ainsi qu'à Thibaud Rouault, des terres et seigneuries de Hérin, Reneu, Baving, Boya, Boubers, Caulmont, Villemant, Coppelle, Vallière et Saint-Deven, situées aux comté de Saint-Pol et bailliage de Hesdin, prises aux Impériaux, en compensation des terres annexées par le Saint-Empire.

### Fin des guerres d'Italie
II était capitaine de la garde du Dauphin lorsqu'il eut commission de faire fortifier le Mont Hulin aux marches de la Picardie. Henri II le confirma capitaine du chastel du Castellet, fonction qu'il occupait déjà officieusement du vivant de François Ier. Il fut pourvu de la charge de Grand maître de l'artillerie de France, vacante par démission de Charles de Cossé-Brissac et il prêta serment le 18 du même mois entre les mains du duc de Montmorency, connétable de France. Le 3 novembre 1550, il était délégué avec quatre autres gentilshommes auprès des émissaires anglais pour arrêter les limites des côtes de Boulonnais et Guînes. Le 22 octobre 1551, il obtenait délégation de pourvoir aux offices vacants de l'artillerie ; les lettres patentes, où le roi le qualifie de « cousin », lui donnent les qualités de premier baron et sénéchal du Boulonnais. II fut fait chevalier de l'ordre de Saint-Michel et capitaine de Folembray en 1556. Le 15 août 1557 il prit la succession du duc Jean de Bourbon comme capitaine de cinquante gens d'armes des ordonnances, et servit au siège de Calais (1558).
Le 30 mars 1559, il fut confirmé par François II comme grand-maître de l'Artillerie, et le 10 septembre capitaine du château de Mont Hulin.  Par la suite, il fut aussi ensuite peut-être élevé au marquis de Cœuvres vers 1560 (et peut-être reconfirmé pour son fils plus tard) pendant la confusion du gouvernement à cette époque sous roi François II, après la mort prématurée d'Henri II (voir page sous "Coeuvres").
Le roi Charles IX par ses lettres données à Melun le 4 avril 1562, le nomma gouverneur provisoire du duché d'Orléans. II fut chargé le 28 septembre 1566 de faire réparer le château de Folembray, puis le 24 juin 1568 d'établir une garnison de vingt soldats pour la garde du château de Mont Hulin.

### Les guerres de religion: conversion à la Réforme
Marié avant 1515 avec Catherine de Bourbon-Vendôme-Ligny (1508 ?- 1538 au château de Vierzy), (Maison de Bourbon-Ligny), elle lui donna trois enfants : 
- Antoine IV d'Estrées, (? - 11 mai 1609), marquis de Cœuvres, d'Estrées
- Barbe d'Estrées épouse en 1- ? de Pyrmont, Sg de Bulleux et en 2 - Jean de Broc, Sg de La Cour de Broc, et de Villiers-aux-Fouriers et en 3- René de Vendômois, Sg de Saint-Chamarand
- Françoise °~1530, épouse de Philippe II de Longueval, Sg d'Haraucourt et Cramailles, Chevalier de l'Ordre du Roi, Maître de la Garde-Robe d'Antoine de Bourbon, roi de Navarre

Sa femme étant parente du prince Louis Ier de Bourbon-Condé, il se convertit au Calvinisme, faisant de sa maison de Cœuvres un temple. II mourut âgé de 85 ans le 23 octobre 1571 et fut enterré en l'église paroissiale de Cœuvres. Il avait acquis en 1558 le comté d'Orbec au bailliage d'Évreux.
Vers 1550, il se fait construire à Paris le grand hôtel d'Estrée, 69 rue des Gravilliers.
De sa fille Françoise descend la majorité des Canadiens français.

## Sources et bibliographie
- « Éloge du comte d'Orbec » dans les Mémoires de Castelnau de Jean Le Laboureur, tome II p. 304.
- Mémoires de Brantôme.
- Pierre de Guibours, Histoire généalogiue et chronologique de la Maison Royale de France, vol. VIII, Compagnie des Libraires Associés (réimpr. Honoré Caille du Fourny, Pol Louis Potier de Courcy (1733)), 1016-17 p., « XXXIV - Des grands maîtres de l'artillerie de France », p. 180